# سرب (II) نیترات
سرب (II) نیترات یا نیترات سُرب، یک ترکیب شیمیایی، نمک غیرآلی نیتریک اسید و سرب، با فرمول Pb(NO۳)2 می‌باشد. این ماده، یک بلور بی‌رنگ یا پودر سفید و یک اکسیدکنندهٔ قوی و پایدار است. بر خلاف بیشتر نمک‌های سرب (II)، در آب حل می‌شود. کاربرد اصلی این ماده از قرون وسطی، با نام plumbum dulce، مادهٔ خام برای تولید رنگدانه‌ها بوده است. از قرن بیستم، به عنوان یک پایدارساز (تثبیت‌کننده) در نایلون و پلی‌استرها و روکش‌دار کردن کاغذهای دمانگاری به کار رفته است. استفاده‌های تجاری در اروپا تا سدهٔ ۱۹ رخ نداد و این مدت برای ایالات متحده تا سال ۱۹۴۳ بود که در آن زمان با یک خط تولید عمدهٔ سرب فلزی یا اکسید سرب (II) در نیتریک اسید آغاز شد.
سرب (II) نیترات، سمی و احتمالاً سرطان‌زا است؛ بنابراین این ماده باید با دقت فراوان جابه‌جا و نگه‌داری شود.لمس، بوییدن و یا چشیدن این ماده خطرناک است و عواقب آن غیرقابل درمان شاید باشد

## تاریخچه
از قرون وسطی، سرب (II) نیترات به عنوان مادهٔ خام برای تولید رنگدانه‌ها به کار رفته است، مانند زرد کرومی (سرب (II) نیترات)، نارنجی کرومی (سرب (II) هیدروکسید کرومات) و سایر ترکیبات مشابه سرب. در اوایل سدهٔ ۱۵ میلادی، کیمیاگر آلمانی، آندریاس لیباویوس این ترکیب را به دست آورد، و نام‌های قرون وسطایی plumb dulcis و calx plumb dulcis را انتخاب کرد. گرچه پروسهٔ تولید از نظر شیمیایی سرراست است، تولید این ماده تا قرن ۱۹ در اندازهٔ بسیار کمی بود و هیچ تولید غیراروپایی تا قرن ۲۰ گزارش نشده است.

## شیمی
هنگامی که سرب (II) نیترات، حرارت داده می‌شود، به سرب (II) اکسید تجزیه می‌شود، که با تولید صدای ترق وتروق همراه است. به دلیل این ویژگی، سرب نیترات، گاهی در مواد آتش‌زنه و آتش‌بازی استفاده می‌شود.

## تهیه
این ترکیب، معمولاً با حل کردن سرب به عنوان فلز یا اکسید در محلول آبی نیتریک اسید تهیه می‌شود. Pb(NO3)2 بدون آب، می‌تواند مستقیماً از محلول گرفته‌شود. هیچ مقیاس صنعتی شناخته شده وجود ندارد.
PbO + 2 HNO3 → Pb(NO3)2 + H2O